# Joe Gallo
Joseph Gallo, född 7 april 1929, död 7 april 1972, även känd som "Crazy Joe", var en italiensk-amerikansk gangster i familjen Colombo i New York.

## Biografi
I sin ungdom diagnostiserades Gallo med schizofreni efter att ha blivit gripen. Han blev snart en indrivare för familjen Profaci och bildade senare en egen styrka med bröderna Larry och Albert. År 1957 blev Gallo och hans besättning ombedda av Joe Profaci att mörda Albert Anastasia, bossen för familjen Gambino. Anastasia mördades den 25 oktober på en frisersalong i centrala Manhattan. 1961 kidnappade bröderna Gallo fyra av Profacis främsta män: underbossen Joseph Magliocco, Frank Profaci (Joe Profacis bror), caporegime Salvatore Musacchia och soldato John Scimone och krävde stora lösensummor för att släppa de kidnappade. Efter några veckors förhandlingar gjorde Profaci och hans consigliere, Charles "the Sidge" LoCicero, en överenskommelse med Gallos och säkerställde fredlig frigivning av gisslan. Detta ledde till det första Colombokriget .
1961 dömdes Gallo för stämpling och utpressning för att ha försökt pressa en affärsman på pengar, och dömdes till sju till fjorton års fängelse. Medan Gallo satt i fängelse dog Profaci i cancer 1962, Magliocco tog över och bröderna Gallo försökte döda Carmine Persico 1963. Familjen Patriarcas boss Raymond L.S. Patriarca förhandlade fram ett fredsavtal mellan de två fraktionerna, men efter att Gallo släpptes från fängelset den 11 april 1971 uppgav han att avtalet inte gällde honom eftersom han satt i fängelse när det förhandlades fram.
Efter hans frigivning förhandlade Joseph Colombo fram ett fredserbjudande 1000 dollar, men Gallo krävde 100 000 dollar, något som Colombo vägrade gå med på.
Den 28 juni 1971 i Columbus Circle på Manhattan, sköts Colombo tre gånger av en afroamerikansk beväpnad man som omedelbart dödades av Colombos livvakter. Colombo överlevde skottlossningen men blev förlamad. Även om många i familjen Colombo skyllde på Gallo för skottlossningen drog polisen så småningom slutsatsen att gärningsmannen agerat ensam efter att de hade förhört Gallo.
Ledningen i familjen Colombo var övertygad om att Gallo beordrade mordet efter att ha hamnat i osämja med familjen, vilket ledde fram till det andra Colombokriget.

### Död
Den 7 april 1972, runt 4:30 på morgonen, sköts Gallo ihjäl på Umbertos Clam House i Little Italy på Manhattan, då han firade sin 43:e födelsedag. Flera olika teorier har angetts om vem mördaren var. Ett annorlunda men lika omtvistat erkännande för mordet kom från Frank Sheeran, en mördare och facklig chef. Strax före hans död 2003, hävdade Sheeran att han var den enda gärningsmannen i mordet på Gallo, på order från gangstern Russell Bufalino, som ansett att Gallo onödigt uppmärksammats med sin flashiga livsstil och italiensk-amerikanska Civil Rights League.

## I populärkultur
I filmen The Irishman (2019), regisserad av Martin Scorsese, spelar Sebastian Maniscalco rollen som Gallo.